# Wake Up My Love
Wake Up My Love è un brano scritto ed interpretato da George Harrison, pubblicato sul suo album Gone Troppo del 1982. Per promuovere il 33 giri, la canzone venne pubblicata su 45 giri lo stesso giorno di pubblicazione dell'album, l'8 novembre. Il singolo, pubblicato dalla Dark Horse con il numero di serie 929864-7, fu l'unico ad essere stato pubblicato nell''82. Non venne promosso in alcun modo da Harrison, per cui non ebbe successo commerciale: in Gran Bretagna non entrò in classifica ed è arrivato al cinquantatreesimo posto negli Stati Uniti. Venne in seguito incluso nella raccolta Best of Dark Horse 1976-1989.

## Formazione
- George Harrison: voce, chitarre, basso elettrico
- Mike Moran: tastiere, sintetizzatore
- Henry Spinetti: batteria
- Ray Cooper: percussioni[1]